# Gelidocalamus solidus
Gelidocalamus solidus là một loài thực vật có hoa trong họ Hòa thảo. Loài này được C.D.Chu & C.S.Chao mô tả khoa học đầu tiên năm 1984.